# Тарасевич, Леонтий
Лео́нтий Тарасе́вич — русский гравер на меди конца XVII и начала XVIII века, ученик братьев Килианов в Аугсбурге, работавший на меди крепкой водкой в манере этих художников. Брат художника Александра Тарасевича.

## Биография

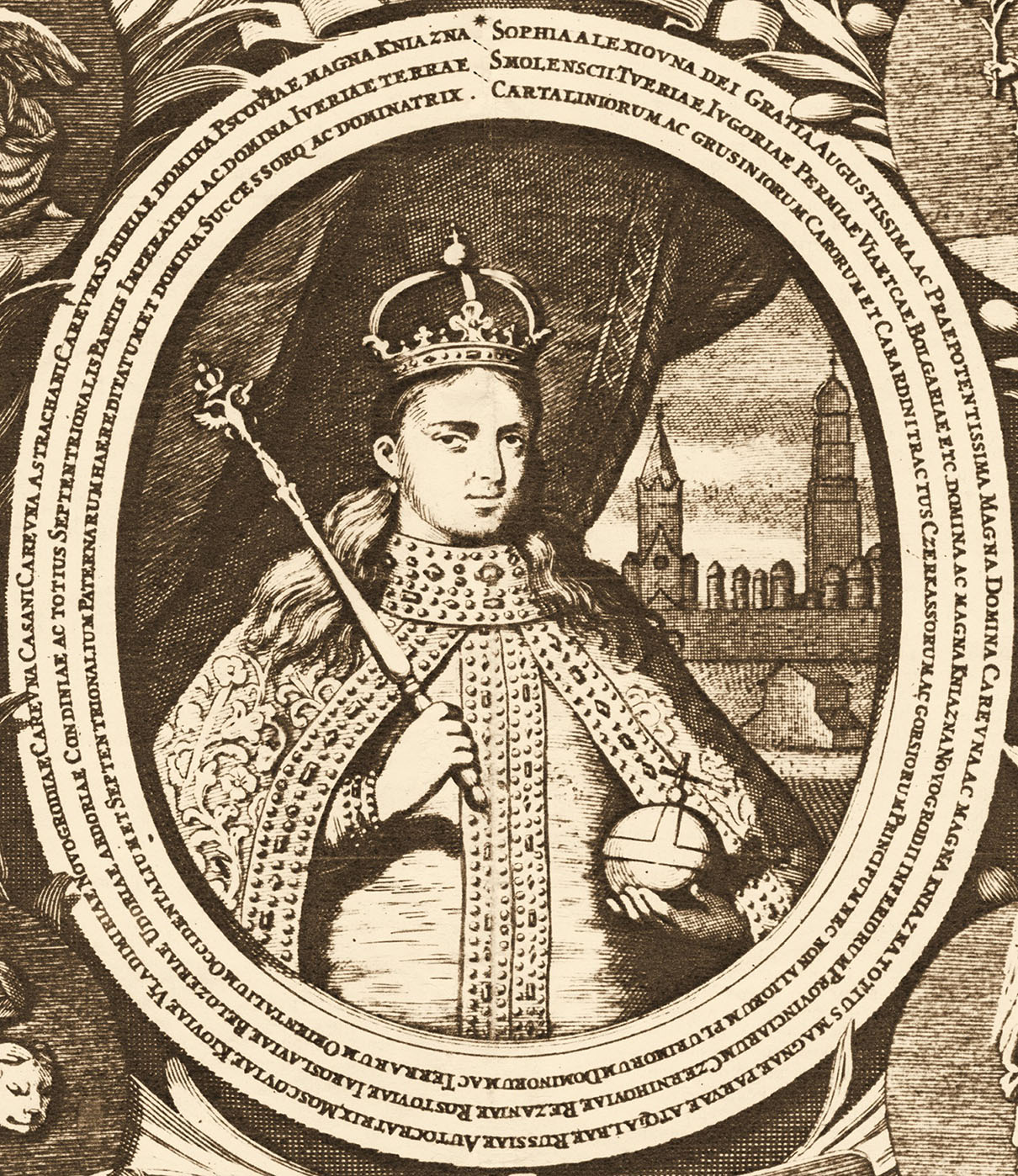
Портрет царевны Софьи Алексеевны

Ранний период творчества связан с ВКЛ. Выполнил значительное количество гравюр для католических и униатских изданий. В это время им созданы гравюра «Апостолы Петр и Павел с чудодейственной иконой Жировичской Богородицы», портреты Кароля Станислава Радзивилла, ошмянского пристольника Георгия Земли, смоленского епископа Богуслава Корвин-Госевского (конец 1690-х), гербы виленского епископа Константина Бжостовского (1682), Огинских (1686) и др. В его произведениях широко использованы барочные символы и аллегории. 

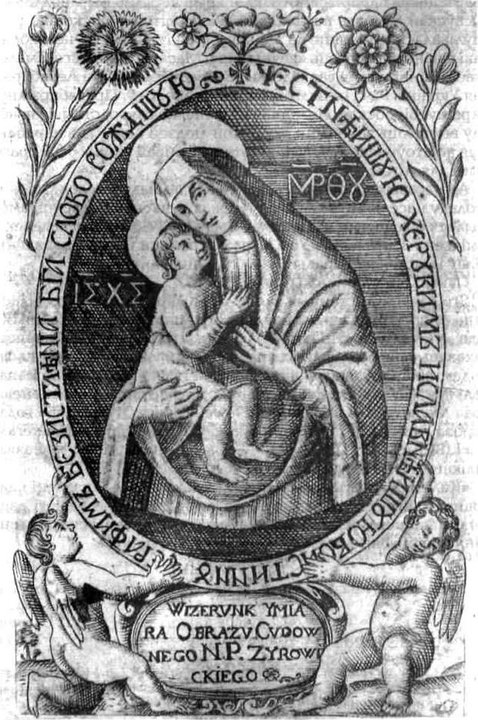
Л. Тарасевич. Икона Жировичской Богородицы. 1682

Важный период деятельности Л. Тарасевича связаны с Виленской академической и Супрасльской типографиями. В изданиях, выпущенных здесь, Л. Тарасевич предстает как опытный мастер, который не только прекрасно владеет техникой гравирования, но имеет блестящие качества художника с тонким вкусом, свободно оперирует сложными и разнообразными композиционными, пластическими приемами. Особенно ярко его талант художника отразился в создании титульного листа известного белорусского униатского «Литургиона, или Служебника» (Вильно-Супрасль, 1692-1695). Его отличает безупречное ощущение пропорциональных соотношений между объемами изобразительных форм и свободным пространством листа, предназначенным для размещения текста. На чуть выдвинутых вперед подножиях колонн стоят фигуры святых Василия Великого и Иоанна Златоуста. Выше над ними показаны ангелы и Святой Георгий Двоеслов. С пышной декоративной окантовкой верхней части листа перекликается решение композиции внизу, куда входят картуш с гербом в середине, красивая гирлянда из листьев, цветов и фруктов.
Во время соцарствования в России Иоанна и Петра Алексеевичей Л. Тарасевич был приглашен «из Черкас» вместе со своим товарищем Иваном Щирским в Москву, где по поручению Шакловитого награвировал, при участии помощников, две доски: одну — с изображением святого мученика Феодора Стратилата (патрона заказчика) в рамке, орнаментированной фигурами двух ангелов и воинскими доспехами, другую — с портретом царевны Софьи Алексеевны в короне, с державой в руках и с расположенными вокруг портрета семью аллегорическими изображениями (в медальонах) добродетелей. Единственный уцелевший оттиск первой гравюры находился в Московском публичном музее (в собрании Дмитрия Ровинского; экземпляры второй, после падения царевны Софьи, отбирались от владельцев столь усердно, что до нас не дошло ни одного из них, и об этой гравюре мы можем составить себе понятие только по её копии, сделанной Блотелинком в Амстердаме. Кроме этих двух изображений, насчитывается до 70 гравюр Тарасевича; наилучшими между ними до́лжно признать изготовленные для киевского издания Печерского патерика 1702 года.